# Bibliografia sobre Ayrton Senna
A bibliografia sobre Ayrton Senna lista livros sobre a vida profissional e pessoal do tricampeão de Fórmula 1. São listadas tanto obras sobre a vida completa de Senna quanto de assuntos mais específicos, como a rivalidade nas pistas, o período da carreira em alguma equipe específica e sua morte. Igualmente estão listadas algumas obras que tratam do piloto, sem contudo ser o tema principal do trabalho.
O primeiro livro escrito sobre o brasileiro é Ayrton Senna Racing Drivers Guide, um guia sobre o estilo de pilotagem de Senna escrito por Kenneth Wells e lançado em 1986. A primeira biografia de Senna foi lançada em 1990 sob o título Ayrton Senna: The Hard Edge of Genius, de autoria de Christopher Hilton. O livro foi traduzido mais tarde para diversas línguas, inclusive para o português, com o título Ayrton Senna: A Face do Gênio.
Além das biografias, foi lançada em 2016 uma obra literária de ficção de autoria do escritor francês Bernard Chambaz. A obra é um romance biográfico intitulada "À Tombeau Ouvert", ou "Tumba Aberta", na qual Ayrton é o personagem principal.
Um dos livros lançados sobre o brasileiro, "Ayrton Senna E a Midia Esportiva", de 2010, com autoria de Rodrigo França, foi inspirado em um mestrado em jornalismo na Universidade de São Paulo de 2006 do próprio Rodrigo. O escritor e jornalista trabalha atualmente na equipe do Instituto Ayrton Senna.
Embora não exista um número preciso, estima-se que mais de cem obras biográficas tenham sido lançadas sobre o piloto brasileiro em diversas línguas.

## Obras
| Título                                                                                       | Autor                                  | Ano                               | Editora                                | ISBN                              | Fonte                             |
| Como personagem principal da obra                                                            | Como personagem principal da obra      | Como personagem principal da obra | Como personagem principal da obra      | Como personagem principal da obra | Como personagem principal da obra |
| -------------------------------------------------------------------------------------------- | -------------------------------------- | --------------------------------- | -------------------------------------- | --------------------------------- | --------------------------------- |
| Ayrton Senna Racing Drivers Guide                                                            | Kenneth Wells                          | 1986                              | Wells & Kimberley's                    | ISBN 9780946132362                | [ 5 ]                             |
| Ayrton Senna: The Hard Edge of Genius                                                        | Christopher Hilton                     | 1990                              | Motorbooks Intl                        | ISBN 9781852603601                | [ 6 ]                             |
| Ayrton Senna: A Face do Gênio                                                                | Christopher Hilton                     | 1992                              | Rio Fundo                              | ISBN 9788585297466                | [ 7 ]                             |
| Ayrton Senna: The Legend Grows                                                               | Christopher Hilton                     | 1995                              | Sparkford                              | ISBN 9781852605278                | [ 8 ]                             |
| Senna Vero                                                                                   | Carlo Cavicchi e Angelo Orsi           | 1992                              | Conti Editore                          |                                   | [ 9 ]                             |
| Ayrton Senna's Principles of Race Driving                                                    | Ayrton Senna                           | 1993                              | Hazleton Publishing                    | ISBN 9781874557401                | [ 10 ]                            |
| Ayrton Senna: A Tribute                                                                      | Ivan Rendall                           | 1994                              | Pavilion Books                         | ISBN 9781857935172                | [ 11 ]                            |
| Ayrton Senna: A Tribute                                                                      | Christopher Davies Publishers, Limited | 1994                              | Christopher Davies Publishers, Limited | ISBN 9788526707245                | [ 12 ]                            |
| Ayrton Senna do Brasil                                                                       | Francisco Santos                       | 1994                              | EDIPROMO                               | ISBN 9789728065201                | [ 13 ]                            |
| Remembering Ayrton Senna                                                                     | Alan Henry                             | 1994                              | MBI Publishing Company LLC             | ISBN 9780879389710                | [ 14 ]                            |
| Grazie Ayrton, Grazie Campione                                                               | Paolo D'Alessio                        | 1994                              | Giorgio Nada Editore                   | ISBN 9788879111195                | [ 15 ]                            |
| Recordando Ayrton Senna                                                                      | Alan Henry/Francisco Santos (tradutor) | 1994                              | Edipromo                               | ISBN 9728065213                   | [ 16 ]                            |
| Ayrton Senna, Goodbye Champion, Farewell Friend                                              | Karin Sturm                            | 1995                              | Motorbooks Intl                        | ISBN 9780947981860                | [ 17 ]                            |
| Ayrton Senna: Guerreiro de Aquário                                                           | Edvaldo Pereira Lima                   | 1995                              | Brasiliense                            | ISBN 9788511290141                | [ 18 ]                            |
| Ayrton Senna: A Imolação de um deus Vivo                                                     | Daniel Soares Lins                     | 1995                              | Edições UFC                            | ISBN 9788572820141                | [ 19 ]                            |
| Ayrton Senna: Prince of Formula One 1960-1994                                                | Ken Ryan                               | 1995                              | APA Publishing.                        | ISBN 9780646191676                | [ 20 ]                            |
| Senna: The Best                                                                              | Paolo D'Alessio                        | 1995                              | Howell Press                           | ISBN 9788879111539                | [ 21 ]                            |
| Ayrton Senna: They Died Too Young                                                            | A. Noble                               | 1996                              | Parragon Plus                          | ISBN 9780752506999                | [ 22 ]                            |
| Ayrton Senna: One Year On                                                                    | Alan Henry                             | 1996                              | Motorbooks International               | ISBN 9780760302194                | [ 23 ]                            |
| Ayrton Senna: A Personal Tribute                                                             | Keith Sutton                           | 1997                              | Octopus Publishing Group               | ISBN 9780753700075                | [ 24 ]                            |
| La Curva Dei Silenzi. Il caso Senna                                                          | Nicola Santoro                         | 1999                              | Di Renzo Editore                       | ISBN 9788886044981                | [ 25 ]                            |
| Ayrton Senna: As Time Goes by                                                                | Christopher Hilton                     | 1999                              | Haynes                                 | ISBN 9781859606117                | [ 26 ]                            |
| Uma estrela chamada Senna                                                                    | Lemyr Martins                          | 2001                              | Panda Books                            | ISBN 9788587537201                | [ 27 ]                            |
| Ayrton Senna, O Eleito                                                                       | Daniel Piza                            | 2003                              | Ediouro                                | ISBN 9788500011757                | [ 28 ]                            |
| Memories of Ayrton                                                                           | Christopher Hilton                     | 2003                              | Haynes North America                   | ISBN 9781844250059                | [ 29 ] [ 30 ]                     |
| Ayrton Senna: Above and Beyond                                                               | Pierre Ménard e Jacques Vassal         | 2003                              | Chronosports Editeur                   | ISBN 9782847070446                | [ 31 ]                            |
| Ayrton Senna – The First Decade                                                              | Sadayuki Hatakenaka                    | 2004                              | Shogakukan                             | ISBN 9784096817216                | [ 32 ]                            |
| Ayrton: O Herói Revelado                                                                     | Ernesto Rodrigues                      | 2004                              | Objetiva                               | ISBN 9788573026023                | [ 33 ]                            |
| Ayrton Senna: The Whole Story                                                                | Christopher Hilton                     | 2004                              | Haynes Publishing                      | ISBN 9781844250967                | [ 34 ]                            |
| Ayrton Senna: Through My Eye                                                                 | Paul-Henri Cahier                      | 2004                              | Autosports Marketing Associates        | ISBN 9780976039204                | [ 35 ]                            |
| Ayrton Senna: The Team Lotus Years                                                           | John Tipler                            | 2005                              | Coterie Press                          | ISBN 9781902351162                | [ 36 ]                            |
| Personagens que Marcaram Época - Ayrton Senna                                                | Marleine Cohen                         | 2006                              | Editora Globo (Biblioteca Época)       | ISBN 7898386585968                | [ 37 ]                            |
| Ayrton Senna Herói de Um Novo Tempo 1: Memória de Uma Saga de Êxtase e Dor                   | Edvaldo Pereira Lima                   | 2009                              | Clube de Autores                       | ISBN 9788590952237                | [ 38 ]                            |
| Ayrton Senna Herói de Um Novo Tempo 2: Um Gesto de Amor                                      | Edvaldo Pereira Lima                   | 2009                              | Clube de Autores                       | ISBN 9788590952237                | [ 39 ]                            |
| Ayrton Senna - Uma Lenda a Toda Velocidade                                                   | Christopher Hilton                     | 2009                              | Global Editora                         | ISBN 9788526013711                | [ 40 ]                            |
| Ayrton Senna - Memories and Mementoes From a Life Lived at Full Speed                        | Christopher Hilton                     | 2009                              | Haynes Publishing                      | ISBN 9781844256556                | [ 41 ]                            |
| The Death of Ayrton Senna                                                                    | Richard Williams                       | 2010                              | Penguin Books Ltd                      | ISBN 9780241950128                | [ 42 ] [ 43 ]                     |
| Senna Versus Prost: The Story of the Most Deadly Rivalry in Formula One                      | Malcolm Folley                         | 2010                              | Random House UK                        | ISBN 9780099528098                | [ 44 ]                            |
| Ayrton Senna e a Mídia Esportiva                                                             | Rodrigo França                         | 2010                              | Editora Automotor                      | ISBN 9788564066007                | [ 45 ]                            |
| The Life of Senna                                                                            | Tom Rubython                           | 2011                              | Myrtle Books                           | ISBN 9780957060500                | [ 46 ] [ 47 ]                     |
| Ayrton Senna: The Messiah of Motor Racing                                                    | Richard Craig                          | 2012                              | Darton Longman & Todd                  | ISBN 9780232529104                | [ 48 ]                            |
| Senna. Cronaca di una tragedia                                                               | Franco Panariti                        | 2014                              | Absolutely Free                        | ISBN 9788868580148                | [ 49 ]                            |
| Suite 200. L'ultima notte di Ayrton Senna                                                    | Giorgio Terruzzi                       | 2014                              | 66th and 2nd                           | ISBN 9788896538807                | [ 50 ]                            |
| Senna: A História do Tetra-Tricampeonato                                                     | Diego Salgado e Ricardo Taves          | 2014                              | BB Editora                             | ISBN 856271643X                   | [ 51 ]                            |
| Senna: In viaggio con Ayrton                                                                 | Leo Turrini                            | 2014                              | Imprimatur editore                     | ISBN 9788868301385                | [ 52 ]                            |
| 100 Senna                                                                                    | Celso de Campos Jr.                    | 2015                              | Arte Ensaio                            | ISBN 8560504680                   | [ 53 ]                            |
| Ayrton Senna - Król Deszczu                                                                  | Ziemowit Ochapski                      | 2015                              | SQN                                    | ISBN 9788394142308                | [ 54 ]                            |
| Fatal Weekend                                                                                | Tom Rubython                           | 2015                              | Myrtle Press                           | ISBN 9780957060593                | [ 55 ]                            |
| Senna Por Um Brasileiro                                                                      | Yury Teodósio                          | 2017                              | Gráfica JB                             | ISBN 9788592361501                | [ 56 ]                            |
| Como um dos personagens da obra                                                              |                                        |                                   |                                        |                                   |                                   |
| Bio Sporting Legends                                                                         | Archana Srinivasan                     | 2011                              | Sura Books                             | ISBN 9788174786449                | [ 57 ]                            |
| Sports Heroes                                                                                | Jane Bingham                           | 2011                              | The Rosen Publishing Group             | ISBN 9781448832941                | [ 58 ] [ 59 ]                     |
| Sunshine in My Soul: Discovering the Magic in Everyday Life                                  | Linda R. Archibald                     | 1999                              | Deseret Book Co                        | ISBN 9781573455558                | [ 60 ]                            |
| They Died Too Young: The Brief Lives and Tragic Deaths of the Mega-Star Legends of Our Times | Smithmark Publishing                   | 1996                              | Smithmark                              | ISBN 9780765196002                | [ 61 ]                            |